# Soporte (heráldica)
En Heráldica, se llaman soportes las figuras de animales cuadrúpedos, de aves o reptiles, reales o imaginarios, con una postura fiera y osada para dar respeto y espanto a aquellos que vieren las armas tan bien guardadas, así como vegetales u objetos inanimados, que se ponen a los lados del escudo de las armas, sosteníendolo. Los tenantes, que son un tipo de soporte, son figuras humanas, de sirenas, centauros o ángeles que sujetan el escudo.
Las primeras formas de soportes se encuentran en sellos medievales. Sin embargo, a diferencia de la corona, el yelmo, y el escudo, los soportes no formaban parte de la heráldica medieval temprana. Como parte de la armería heráldica, se pusieron de moda por primera vez hacia fines del siglo XV, pero incluso en el siglo XVII no fueron necesariamente parte de la armería heráldica completa (estando ausentes, por ejemplo, en Siebmachers Wappenbuch de 1605).
Las figuras utilizadas como soporte pueden basarse en animales reales o imaginarios, figuras humanas y, en raras ocasiones, plantas u otros objetos inanimados, como las columnas de Hércules del escudo de España. A menudo, como en otros elementos de la heráldica, estos pueden tener un significado local, como el pescador y el minero de estaño otorgados al Consejo del Condado de Cornwall, o un vínculo histórico; como el león de Inglaterra y el unicornio de Escocia en las dos variaciones del Escudo del Reino Unido. Las armas del USS Donald Cook (DDG-75), misiles; las armas del estado de Rio Grande do Norte en Brasil, árboles. Las letras del alfabeto se utilizan como soportes del Escudo de Valencia, España.
Por lo general, hay un soporte a cada lado del escudo, aunque hay algunos ejemplos de soportes individuales colocados detrás del escudo, como el águila imperial de la Heráldica del Sacro Imperio Romano Germánico. El Escudo de la República del Congo proporciona un ejemplo extremadamente inusual de dos soportes que salen detrás del escudo.
Si bien esos partidarios individuales son generalmente águilas con una o dos cabezas, hay otros ejemplos, incluida la cátedra en el caso de algunas catedrales canadienses. En el otro extremo y aún más raro, el cacique escocés  Dundas of that Ilk  tenía tres soportes: dos leones rojos convencionales y el conjunto sostenido por una salamandra. El Escudo de Islandia incluso tiene cuatro soportes.
Los soportes para el que tiene derecho a ponerlos se sacan ordinariamente de las figuras que componen las armerías, bien que alguna vez son enteramente diferentes no habiendo alguna regla que obligue a ello tomándose también por algunos motivos o reencuentros señalados.
Los soportes no son precisamente hereditarios y transmisibles de padres a hijos como lo son las armerías porque algunas veces se mudan por alguna ocasión importante que hay para ello.

## Postura
Los partidarios de los animales son, por defecto, tan cercanos la postura rampante como sea posible, si la naturaleza del soporte lo permite (esto no necesita ser mencionado en el blasón), aunque hay algunas excepciones blasonadas. Un ejemplo de ballenas no rampantes son las armas del municipio holandés de Zaanstad.

## Ejemplos

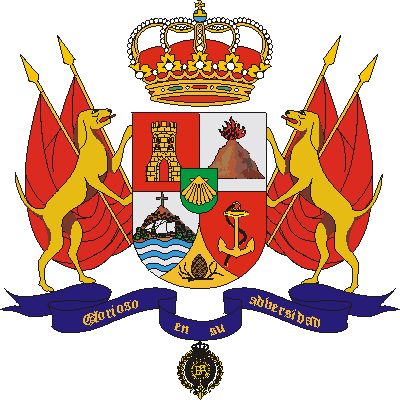
Escudo de Garachico (Tenerife) con dos perros como soportes
ballenas no rampantes, ballenas cayendo en el escudo de armas municipal Zaanstad, Países Bajos
Dos árboles en el escudo de armas de Rio Grande do Norte.
Las dos L en el escudo de armas de Valencia lo marcan como doblemente leal.
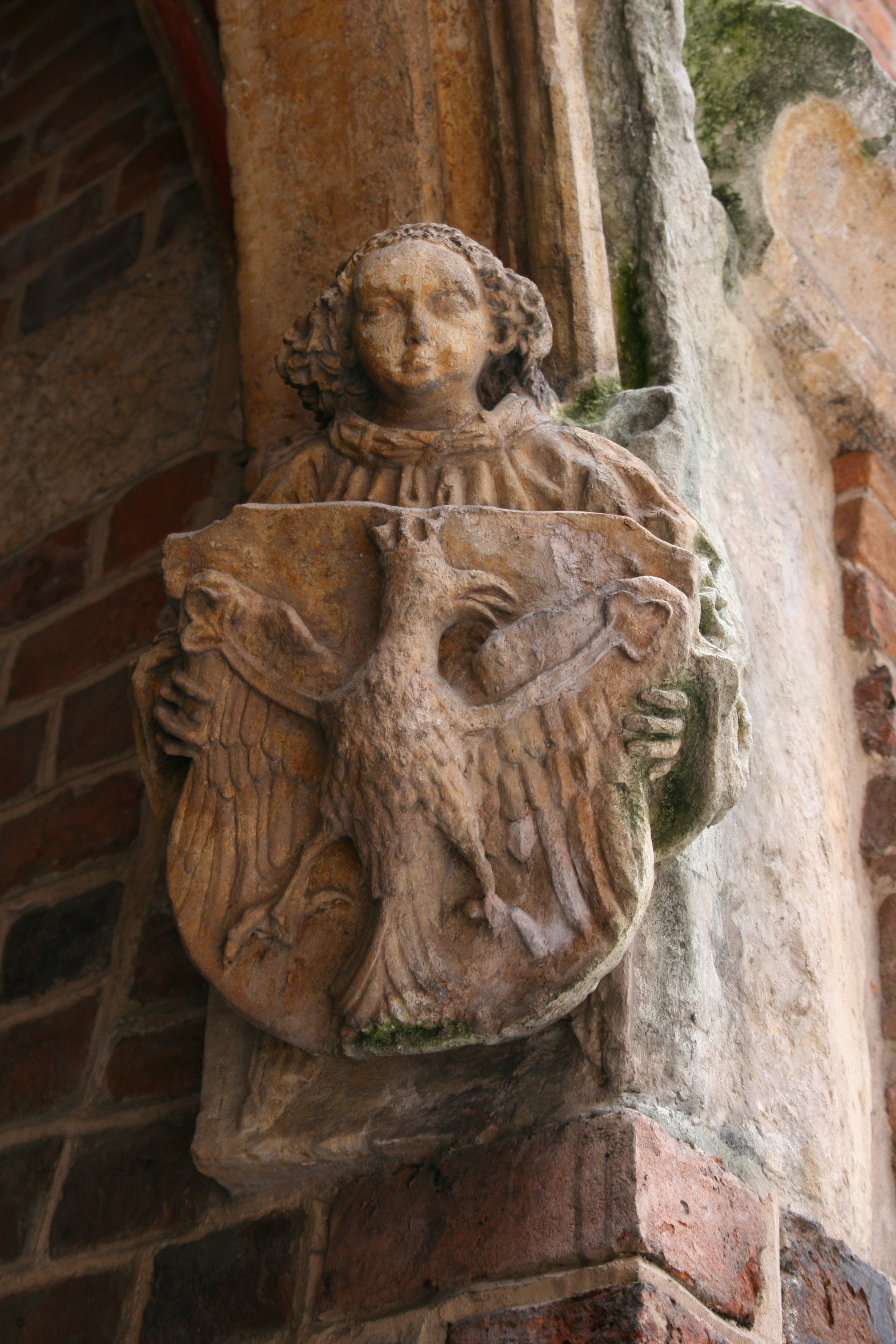
Un ángel es el único soporte de esta escultura de Cracovia de las Escudo de Polonia.
Banderas son los soportes en el escudo de armas del Cuartel General Supremo de las Potencias Aliadas en Europa 1982.
Banderas son los soportes en el escudo de armas del Cuartel General Supremo de las Potencias Aliadas en Europa .
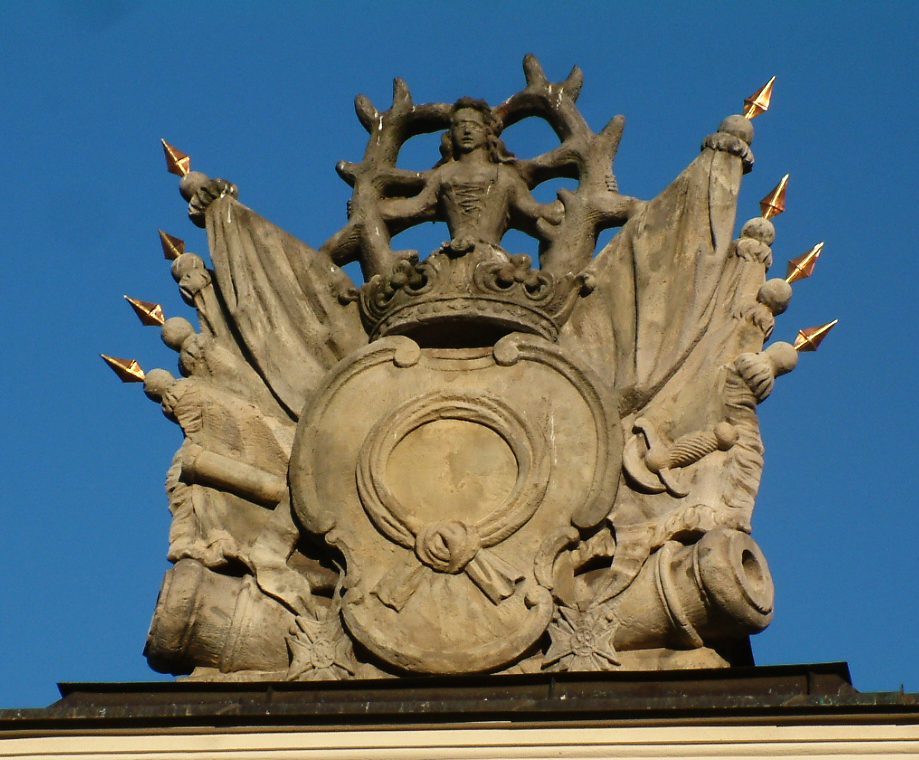
Banderas y cañones son los soportes del Escudo de armas de Nałęcz Kaziemierz Raczyński
El Escudo de España tiene como soportes las Columnas de Hércules.
El Escudo de Austria tiene a un águila como soporte.
El Gran Sello de los Estados Unidos tiene también un águila como soporte.
El Escudo de Rusia tiene un águila bicéfala dorada como soporte.
Las figuras alegóricas Libertad y Justicia con los ojos vendados sostienen un escudo en la bandera del Gran sello del estado de Nueva York
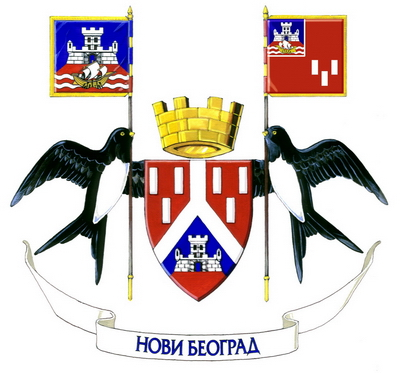
El escudo de armas del municipio de Nuevo Belgrado está sostenido por dos golondrinas.
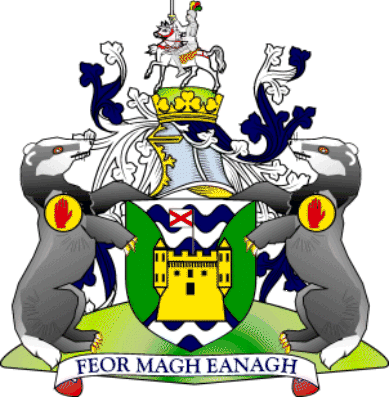
Dos tejones en las armas del Condado de Fermanagh, Irlanda del Norte.
Escudo de las Islas Georgias del Sur y Sandwich del Sur con un lobo marino y un pingüino macaroni como soportes.
Escudo de armas de Malasia con dos tigres como soportes.
Escudo de armas de Margaret Thatcher, con Isaac Newton y un almirante de la Marina Real como soportes.
Escudo de Islandia es la única nación que cuenta con 4 soportes. Cada uno representa un protector y una dirección intercardinal. El toro es el protector del noroeste de Islandia. El águila o grifo es el protector del noreste de Islandia. El dragón es el protector del sureste de Islandia. El gigante de las rocas es el protector del suroeste de Islandia.
Escudo de armas reales del Reino Unido (como se usan en Inglaterra, Irlanda del Norte y Gales): Un León de soporte diestro (para Inglaterra) y un unicornio  de soporte siniestro (para Escocia).